# (3797) Ching-Sung Yu
(3797) Ching-Sung Yu (1987 YL) – planetoida z grupy pasa głównego asteroid okrążająca Słońce w ciągu 5,77 lat w średniej odległości 3,22 j.a. Odkryta 22 grudnia 1987 roku.